# Costanzo I Sforza
Costanzo I Sforza (5 de julio de 1447 - 19 de julio de 1483) fue un condottiero italiano, señor de Pésaro y Gradara.
Era hijo de Alessandro Sforza, con quien luchó en sus primeros años y de quien heredó el señorío de Pésaro. También recibió el señorío de Gradara del papa Alejandro VI.
Luchó por varios estados italianos de la época, incluido el Reino de Nápoles y los Estados Pontificios.
Se casó con Camila de Tarragona, pero no tuvieron hijos, por lo que su hijo ilegítimo de diecisiete años, Juan Sforza, lo sucedió en Pésaro, y Camila inicialmente gobernó como regente.  Su otro hijo ilegítimo, Galeazzo, también se convertirá en el último Sforza que gobernaría en Pésaro, tras las muertes de Juan y de su hijo Constanzo.